# جون ك. كان
جون ك. كان (بالإنجليزية: John K. Kane)‏ هو قاضي ومحامي وسياسي أمريكي، ولد في 16 مايو 1795 في ألباني في الولايات المتحدة، وتوفي في 21 فبراير 1858 في فيلادلفيا في الولايات المتحدة. حزبياً، نشط في الحزب الديمقراطي. وقد انتخب عضو مجلس نواب بنسيلفانيا.